# تصفيات كأس العالم 2022 (أوقيانوسيا)
كان القسم الأوقيانوسي من تصفيات كأس العالم لكرة القدم 2022 المرحلة التأهيلية للمنتخبات الوطنية التابعة لاتحاد أوقيانوسيا لكرة القدم (OFC) للمشاركة في كأس العالم التي أقيمت في قطر. خصص للمنطقة نصف مقعد فقط في البطولة النهائية، ما يعني أن ممثل أوقيانوسيا كان عليه خوض مباراة فاصلة بين القارات للتأهل.
ونظرًا لجائحة كوفيد-19 التي أثّرت على أوقيانوسيا، نُظّمت التصفيات في شكل بطولة مجمعة أُقيمت في قطر، الدولة المضيفة للنهائيات، وذلك في الفترة ما بين 17 و30 مارس 2022.

## مرحلة المجموعات
نتائج عن القرعة المجموعات التالية:
|    | فريق       |
| -- | ---------- |
| A1 | جزر سليمان |
| A2 | تاهيتي     |
| A3 | فانواتو    |
| A4 | جزر كوك    |

|    | فريق                |
| -- | ------------------- |
| B1 | نيوزيلندا           |
| B2 | كاليدونيا الجديدة   |
| B3 | فيجي                |
| B4 | بابوا غينيا الجديدة |

تم تحديد مواعيد دور المجموعات بناءً على نتائج القرعة على النحو التالي:
| يوم المباراة | التاريخ         | المباريات     |
| ------------ | --------------- | ------------- |
| الجولة 1     | 17-18 مارس 2022 | 4 v 1 ، 2 v 3 |
| الجولة 2     | 20-21 مارس 2022 | 1 v 3 ، 4 v 2 |
| الجولة 3     | 24 مارس 2022    | 1 v 2، 3 v 4  |

### المجموعة أ
| م | الفريق         | لعب | ف | ت | خ | أ.له | أ.ع | أ.ف | نقاط | التأهل                                              |
| - | -------------- | --- | - | - | - | ---- | --- | --- | ---- | --------------------------------------------------- |
| 1 | جزر سليمان (Q) | 1   | 1 | 0 | 0 | 3    | 1   | +2  | 3    | التقدم إلى المباراة النهائية تصفيات كأس العالم 2022 |
| 2 | تاهيتي (Q)     | 1   | 0 | 0 | 1 | 1    | 3   | −2  | 0    | التقدم إلى المباراة النهائية تصفيات كأس العالم 2022 |
| 3 | جزر كوك (W)    | 0   | 0 | 0 | 0 | 0    | 0   | 0   | 0    | Withdrew                                            |
| 4 | فانواتو (W)    | 0   | 0 | 0 | 0 | 0    | 0   | 0   | 0    | Withdrew                                            |

| جزر كوك | باطل (0–2)                 | جزر سليمان             |
| ------- | -------------------------- | ---------------------- |
|         | Report (FIFA) Report (OFC) | - Kaua 20' - Hou 45+1' |

| تاهيتي | الغيت                      | فانواتو |
| ------ | -------------------------- | ------- |
|        | Report (FIFA) Report (OFC) |         |

| جزر كوك | الغيت                      | تاهيتي |
| ------- | -------------------------- | ------ |
|         | Report (FIFA) Report (OFC) |        |

| جزر سليمان | الغيت                      | فانواتو |
| ---------- | -------------------------- | ------- |
|            | Report (FIFA) Report (OFC) |         |

| فانواتو | الغيت                      | جزر كوك |
| ------- | -------------------------- | ------- |
|         | Report (FIFA) Report (OFC) |         |

| جزر سليمان             | 3 - 1                      | تاهيتي      |
| ---------------------- | -------------------------- | ----------- |
| - لائى 20'، 52'، 6+90' | Report (FIFA) Report (OFC) | - تيهاو 26' |

```
ملاحظة1: في 19 مارس 2022 ، انسحبت فانواتو بسبب تفشي COVID-19 في فريقها.
```

```
ملاحظة2: قبل ساعات من انطلاق المباراة، أكد أوقيانوسيا إلغاء مباراة تاهيتي وفانواتو بسبب تفشي كوفيد-19 في تشكيلة فانواتو. قبل 2 ساعات من انطلاق المباراة، 
```

أكد أوقيانوسيا إلغاء مباراة تاهيتي وفانواتو بسبب تفشي كوفيد -19 في تشكيلة فانواتو.
```
ملاحظة3: سبب انسحاب فانواتو وجزر كوك ، ألغيت مباراة جزر كوك وجزر سليمان لتحديد ترتيب المجموعة. 
```

```
ملاحظة4: في 19 مارس 2022. أكد أوقيانوسيا أنه تم إلغاء مباراة جزر كوك مع تاهيتي بسبب تفشي COVID-19 في تشكيلة جزر كوك.
```

### المجموعة ب
| م | الفريق              | لعب | ف | ت | خ | أ.له | أ.ع | أ.ف | نقاط | التأهل                    |
| - | ------------------- | --- | - | - | - | ---- | --- | --- | ---- | ------------------------- |
| 1 | نيوزيلندا           | 3   | 3 | 0 | 0 | 12   | 1   | +11 | 9    | تقدم إلى المرحلة النهائية |
| 2 | بابوا غينيا الجديدة | 3   | 2 | 0 | 1 | 3    | 2   | +1  | 6    | تقدم إلى المرحلة النهائية |
| 3 | فيجي                | 3   | 1 | 0 | 2 | 3    | 7   | −4  | 3    |                           |
| 4 | كاليدونيا الجديدة   | 3   | 0 | 0 | 3 | 2    | 10  | −8  | 0    |                           |

| بابوا غينيا الجديدة | 0 - 1                      | نيوزيلندا |
| ------------------- | -------------------------- | --------- |
|                     | Report (FIFA) Report (OFC) | Waine 75' |

| كاليدونيا الجديدة | 1 - 2                      | فيجي             |
| ----------------- | -------------------------- | ---------------- |
| Wetrie 78'        | Report (FIFA) Report (OFC) | Nalaubu 11'، 89' |

| بابوا غينيا الجديدة | 1 - 0                      | كاليدونيا الجديدة |
| ------------------- | -------------------------- | ----------------- |
| Semmy 8'            | Report (FIFA) Report (OFC) |                   |

| نيوزيلندا                                  | 4 - 0                      | فيجي |
| ------------------------------------------ | -------------------------- | ---- |
| وود 45'، 73' خاست 71' لويس 93' (ضربة جزاء) | Report (FIFA) Report (OFC) |      |

| نيوزيلندا                                                                                       | 7 - 1                      | كاليدونيا الجديدة |
| ----------------------------------------------------------------------------------------------- | -------------------------- | ----------------- |
| - Greive 8'، 45+2' - روجرسون 36' (ضربة الجزاء.) - دي جونغ 75' - Tuiloma 81' - كريس وود 83'، 89' | Report (FIFA) Report (OFC) | - سايكو 12'       |

| فيجي                     | 1 - 2                      | بابوا غينيا الجديدة          |
| ------------------------ | -------------------------- | ---------------------------- |
| - Tevita Waranaivalu 12' | Report (FIFA) Report (OFC) | - A. Kepo ‏ 45+2' - Semmy 63' |

## المرحلة الأخيرة
في مباريات الذهاب من المرحلة النهائية ، إذا كانت المباراة متساوية في نهاية وقت اللعب العادي ، فسيتم لعب وقت إضافي (فترتان مدة كل منهما 15 دقيقة) لتحديد الفائز. إذا استمر التعادل بعد الوقت الإضافي ، فسيتم حسم المباراة بركلات الترجيح . 

### القوس
|  | نصف النهائي                    | نصف النهائي |                                |   | النهائي | النهائي |
|  |                                |             |                                |   |         |         |
|  | 27 مارس 2022 – ملعب حمد الكبير |             |                                |   |         |         |
|  |                                |             |                                |   |         |         |
|  | جزر سليمان                     | 3           |                                |   |         |         |
|  | جزر سليمان                     | 3           | 30 مارس 2022 – ملعب حمد الكبير |   |         |         |
|  | بابوا غينيا الجديدة            | 2           |                                |   |         |         |
|  | بابوا غينيا الجديدة            | 2           | جزر سليمان                     | 0 |         |         |
|  | 27 مارس 2022 – ملعب حمد الكبير |             | جزر سليمان                     | 0 |         |         |
|  |                                | نيوزيلندا   | 5                              |   |         |         |
|  | نيوزيلندا                      | نيوزيلندا   | 5                              | 1 |         |         |
|  | نيوزيلندا                      |             |                                | 1 |         |         |
|  | تاهيتي                         | 0           |                                |   |         |         |
|  | تاهيتي                         | 0           |                                |   |         |         |

### نصف النهائي
| جزر سليمان                 | 3–2                    | بابوا غينيا الجديدة                 |
| -------------------------- | ---------------------- | ----------------------------------- |
| - Hou 33'، 66' - Lea'i 71' | تقرير(FIFA) تقرير(OFC) | - ألوين كومولونغ 24' - A. Kepo ‏ 88' |

| نيوزيلندا    | 1–0                    | تاهيتي |
| ------------ | ---------------------- | ------ |
| - Cacace 71' | تقرير(FIFA) تقرير(OFC) |        |

### النهائي
الفائز بالمباراة النهائية سيتأهل إلى المباراة الفاصلة بين الكونفدرالية.
| جزر سليمان | 0–5                    | نيوزيلندا                                                |
| ---------- | ---------------------- | -------------------------------------------------------- |
|            | تقرير(FIFA) تقرير(OFC) | - Tuiloma 23'، 70' - Wood 39' - Bell 50' - Garbett 90+1' |

## الهدافين
عدد الأهداف المُسجلة  37 هدفًا  في 11 مباراة، بمتوسط 3.36 هدفًا في المباراة الواحدة.
5 أهداف
- كريس وود

4 أهداف
- Raphael Lea'i

3 أهداف
- Bill Tuiloma
- Alwin Hou

هدفان
- Sairusi Nalaubu
- Alex Greive
- Ati Kepo
- Tommy Semmy

هدف
- Tevita Waranaivalu
- Jean-Philippe Saïko
- Jordan Wetria
- جو بيل
- ليبراتو كاكاتشي
- أندريه دي جونغ
- Matthew Garbett
- إليجاه جاست
- كلايتون لويس
- لوجان روجرسون
- Ben Waine
- ألوين كومولونغ
- Atkin Kaua
- ألفين تيهاو

## ملحوظات
1. ↑  The identity of the team not known at the time of the draw.

## روابط خارجية
- الموقع الرسمي

  - تصفيات - أوقيانوسيا ، موقع FIFA.com
- تصفيات كأس العالم FIFA قطر 2022 ، على أرض اتحاد أوقيانوسيا لكرة القدم